# Avenue Bitarap Turkménistan
L’avenue Bitarap Turkménistan (en turkmène : Bitarap Türkmenistan şaýoly, en russe : Проспект Битарап Туркменистан) est l'avenue principale d'Achgabat.

## Bâtiments remarquables
- Monument de la Neutralité
- Palais présidentiel d'Oguzhan
- Banque centrale du Turkménistan
- L'association « Turkmenatlary »
- Hôtel Oguzkent

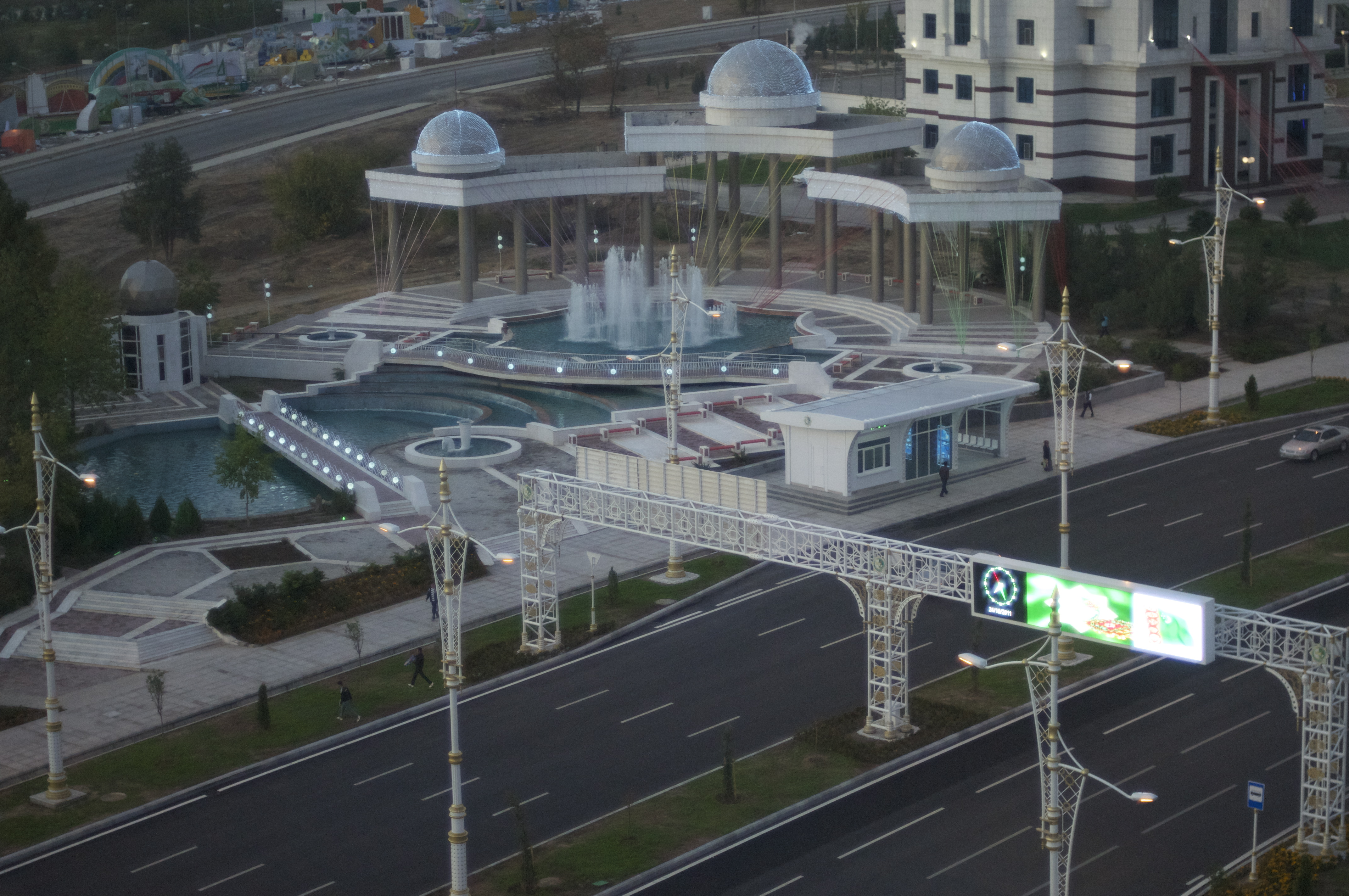
L'avenue a huit voies

- Le ministère de la culture du Turkménistan
- Dayhanbank[2]